# Soberbio (1754)
El Soberbio fue un navío de línea de dos cubiertas de la Real Armada Española, construido en los Astilleros de Guarnizo con un porte de 68 cañones nominales, (otras fuentes citan 70 cañones) cuyo nombre religioso de advocación era San Bonifacio.

## Construcción
Fue fabricado mediante el sistema de construcción inglés tomado de D. Jorge Juan Santacilia, siendo puesto en quilla en Guarnizo por el británico David Howell y teniendo como responsable del asiento a Juan Fernández de la Isla. Howel se hizo responsable de las obras según un contrato firmado en 1752 para la construcción de una serie de cuatro navíos de 70 cañones, que fueron bautizados con los nombres de Serio (cabeza de la serie), Poderoso, Soberbio y Arrogante, a los que se sumaron el Hércules y el Contento. Según los estándares británicos, el buque quedaba categorizado como navio de línea de tercera clase, con aparejo de fragata.
Fue botado en marzo de 1754, aunque otras fuentes lo sitúan en enero del mismo año. Su construcción, al igual que la de sus buques gemelos de su serie, fue elogiada por la Corona por la rapidez y el ahorro.

## Historial
En sus diez años de servicio tuvo una actuación poco destacada, pasando bastante tiempo en reparaciones en los distintos arsenales, por lo que no tuvo un rol principal en la Armada española.
El 9 de mayo de 1759 estaba asignado al departamento de Ferrol bajo el mando del capitán de navío Juan Ignacio María de Salaverría y zarpó, incorporándose a la escuadra de Andrés Reggio destinada al corso. En julio siguiente y bajo el mando de su capitán, José Díaz de San Vicente, fue transferido de Cádiz a Ferrol, donde fue relevado del mando de la nave.
A mediados de 1762 se encontraba en el departamento de Ferrol durante la guerra Guerra de los Siete Años. Debido a problemas estructurales, fue dado de baja y desguazado en 1764, quedando definitivamente eliminado del registro naval el 23 de junio de 1764.